# Risoluzioni del Consiglio di sicurezza delle Nazioni Unite (1301-1400)
| Risoluzione | Data              | Voto (favorevoli/contrari/non votanti) | Oggetto |
| 1301        | 31 maggio 2000    |                                        | Sahara Occidentale |
| 1302        | 8 giugno 2000     |                                        | Situazione tra Iraq e Kuwait |
| 1303        | 14 giugno 2000    |                                        | Situazione in Cipro |
| 1304        | 16 giugno 2000    |                                        | Situazione nella Repubblica Democratica del Congo                                                                                             |
| 1305        | 21 giugno 2000    |                                        | Situazione in Bosnia-Erzegovina |
| 1306        | 5 luglio 2000     |                                        | Situazione in Sierra Leone |
| 1307        | 13 luglio 2000    |                                        | Situazione in Croatia |
| 1308        | 17 luglio 2000    |                                        | Sulla responsabilità del Consiglio di sicurezza nel mantenimento della pace e sicurezza internazionale: HIV/AIDS e operazioni di peacekeeping |
| 1309        | 25 luglio 2000    |                                        | Situazione del sahara occidentale |
| 1310        | 27 luglio 2000    |                                        | Situazione in Medio Oriente |
| 1311        | 28 luglio 2000    |                                        | Situazione in Georgia |
| 1312        | 31 luglio 2000    |                                        | Situazione tra Eritrea e Etiopia |
| 1313        | 4 agosto 2000     |                                        | Situazione in Sierra Leone |
| 1314        | 11 agosto 2000    |                                        | |
| 1315        | 14 agosto 2000    |                                        | Situazione in Sierra Leone |
| 1316        | 23 agosto 2000    |                                        | Estensione del mandato della missione nella Repubblica Democratica del Congo                                                                  |
| 1317        | 5 settembre 2000  |                                        | Estensione del mandato della missione in Sierra Leone                                                                                         |
| 1318        | 7 settembre 2000  |                                        | Garanzia dell'efficacia del consiglio di sicurezza nel mantenimento della pace e sicurezza internazionale, particolarmente in Africa          |
| 1319        | 8 settembre 2000  |                                        | Situazione a Timor Est |
| 1320        | 15 settembre 2000 |                                        | Eritrea e Etiopia |
| 1321        | 20 settembre 2000 |                                        | Sierra Leone |
| 1322        | 7 ottobre 2000    |                                        | Situazione nel Medio Oriente, tra cui la questione palestinese                                                                                |
| 1323        | 13 ottobre 2000   |                                        | Congo |
| 1324        | 30 ottobre 2000   |                                        | Sahara occidentale |
| 1325        | 31 ottobre 2000   |                                        | |
| 1326        | 31 ottobre 2000   |                                        | Ammissione della Repubblica Federale di Jugoslavia                                                                                            |
| 1327        | 13 novembre 2000  |                                        | Implementazione del report del Panel sulle operazioni di pace nelle nazioni unite (S/2000/809)                                                |
| 1328        | 27 novembre 2000  |                                        | Medio Oriente |
| 1329        | 30 novembre 2000  |                                        | Tribunale internazionale per l'ex-Jugoslavia e il Ruanda                                                                                      |
| 1330        | 5 dicembre 2000   |                                        | Situazione tra Iraq e Kuwait |
| 1331        | 13 dicembre 2000  |                                        | Cipro |
| 1332        | 14 dicembre 2000  |                                        | Congo |
| 1333        | 19 dicembre 2000  |                                        | Bin Laden |
| 1334        | 22 dicembre 2000  |                                        | Sierra Leone |
| 1335        | 12 gennaio 2001   |                                        | Croazia |
| 1336        | 23 gennaio 2001   |                                        | Angola |
| 1337        | 30 gennaio 2001   |                                        | Medio Oriente |
| 1338        | 31 gennaio 2001   |                                        | Timor Est |
| 1339        | 31 gennaio 2001   |                                        | Georgia |
| 1340        | 8 febbraio 2001   |                                        | |
| 1341        | 22 febbraio 2001  |                                        | Congo |
| 1342        | 27 febbraio 2001  |                                        | Sahara occidentale |
| 1343        | 7 marzo 2001      |                                        | Situazione in Liberia |
| 1344        | 15 marzo 2001     |                                        | Eritrea e Etiopia |
| 1345        | 21 marzo 2001     |                                        | Ricostruzione della Jugoslavia |
| 1346        | 30 marzo 2001     |                                        | Sierra Leone |
| 1347        | 30 marzo 2001     |                                        | Tribunale Internazionale per il Ruanda |
| 1348        | 19 aprile 2001    |                                        | Angola |
| 1349        | 27 aprile 2001    |                                        | Sahara occidentale |
| 1350        | 27 aprile 2001    |                                        | Tribunal per l'ex-Jugoslavia |
| 1351        | 30 maggio 2001    |                                        | Medio Oriente |
| 1352        | 1º giugno 2001    |                                        | Iraq e Kuwait |
| 1353        | 13 giugno 2001    |                                        | Rafforzamento della cooperazione con le nazioni che inviano le truppe                                                                         |
| 1354        | 15 giugno 2001    |                                        | Cipro |
| 1355        | 15 giugno 2001    |                                        | Congo |
| 1356        | 19 giugno 2001    |                                        | Situazione in Somalia |
| 1357        | 21 giugno 2001    |                                        | Situazione in Bosnia-Erzegovina |
| 1358        | 27 giugno 2001    |                                        | Raccomandanzione di Kofi Annan come segretario generale delle Nazioni Unite                                                                   |
| 1359        | 29 giugno 2001    |                                        | Sahara occidentale |
| 1360        | 3 luglio 2001     |                                        | Iraq e Kuwait |
| 1361        | 5 luglio 2001     |                                        | Data per l'elezione di un membro per coprire un posto vacante nella Corte Internazionale di Giustizia                                         |
| 1362        | 11 luglio 2001    |                                        | Croazia |
| 1363        | 30 luglio 2001    |                                        | Afghanistan |
| 1364        | 31 luglio 2001    |                                        | Gorgia |
| 1365        | 31 luglio 2001    |                                        | Medio Oriente |
| 1366        | 30 agosto 2001    |                                        | Ruolo del consiglio di sicurezza nella prevenzione dei conflitti armati                                                                       |
| 1367        | 10 settembre 2001 |                                        | |
| 1368        | 12 settembre 2001 |                                        | Appello per la posizione contro il Terrorismo per gli attentati dell'11 settembre 2001                                                        |
| 1369        | 14 settembre 2001 |                                        | Eritrea e Etiopia |
| 1370        | 18 settembre 2001 |                                        | Sierra Leone |
| 1371        | 26 settembre 2001 |                                        | Situazione in Macedonia |
| 1372        | 28 settembre 2001 |                                        | Emendamenti sulla precedente risoluzione riguardante l'Africa                                                                                 |
| 1373        | 28 settembre 2001 |                                        | Anti-terrorismo |
| 1374        | 19 ottobre 2001   |                                        | Angola |
| 1375        | 29 ottobre 2001   |                                        | Situazione in Burundi |
| 1376        | 9 novembre 2001   |                                        | Congo |
| 1377        | 12 novembre 2001  |                                        | Posizione globale contro il Terrorismo |
| 1378        | 14 novembre 2001  |                                        | Situazione in Afghanistan |
| 1379        | 20 novembre 2001  |                                        | Bambini e conflitti |
| 1380        | 27 novembre 2001  |                                        | Sahara occidentale |
| 1381        | 27 novembre 2001  |                                        | Medio Oriente |
| 1382        | 29 novembre 2001  |                                        | Iraq e Kuwait |
| 1383        | 6 dicembre 2001   |                                        | Appello al popolo afgano per la creazione di uno stato migliore                                                                               |
| 1384        | 14 dicembre 2001  |                                        | Cipro |
| 1385        | 19 dicembre 2001  |                                        | Sierra Leone |
| 1386        | 20 dicembre 2001  |                                        | Situazione in Afghanistan |
| 1387        | 15 gennaio 2002   |                                        | Croazia |
| 1388        | 15 gennaio 2002   |                                        | Afghanistan |
| 1389        | 16 gennaio 2002   |                                        | Sierra Leone |
| 1390        | 16 gennaio 2002   |                                        | Afghanistan |
| 1391        | 28 gennaio 2002   |                                        | Medio Oriente |
| 1392        | 31 gennaio 2002   |                                        | Timor Est |
| 1393        | 31 gennaio 2002   |                                        | Georgia |
| 1394        | 27 febbraio 2002  |                                        | Sahara occidentale |
| 1395        | 27 febbraio 2002  |                                        | Liberia |
| 1396        | 5 marzo 2002      |                                        | Bosnia-Erzegovina |
| 1397        | 12 marzo 2002     |                                        | Medio Oriente e Palestina |
| 1398        | 15 marzo 2002     |                                        | Eritrea e Etiopia |
| 1399        | 19 marzo 2002     |                                        | Congo |
| 1400        | 28 marzo 2002     |                                        | Sierra Leone |